# 塔克西萊斯
塔克西萊斯（英語：Taxiles），约活动于公元前4世纪前后。古印度政治人物之一，约与亚历山大大帝同时，亚历山大大帝远征印度時，他向亞歷山大臣服並受到亚历山大大帝的礼遇，并参加了在印度河流域的战争，其后的事迹待考。

## 扩展阅读
- 威廉·史密斯 (editor) 1867. Dictionary of Greek and Roman Biography and Mythology, "Taxiles (1)", (Boston)
- Robin Lane Fox, 1973. Alexander the Great, Chapters 24 ff